# William Wood (lluitador)
William Wood (1888 - ?) va ser un lluitador britànic que va competir a principis del segle xx. El 1908 va disputar els Jocs Olímpics de Londres, on guanyà la medalla de plata de la categoria del pes lleuger de lluita lliure, després de perdre la final contra el també britànic George de Relwyskow. En aquests mateixos Jocs disputà la mateixa categoria, però de lluita grecoromana, quedant eliminat en vuitens de final.